# The Call (chanson)
Pour les articles homonymes, voir The Call.
Singles de Backstreet Boys
Shape of My Heart
(2000) More than That
(2001)
Clip vidéo
[vidéo] « The Call », sur YouTube
The Call est une chanson du boys band américain Backstreet Boys extraite de leur quatrième album studio, intitulé Black & Blue et sorti (aux États-Unis) le 21 novembre 2000.
Environ deux mois et demi après la sortie de l'album, la chanson a été publiée en single (aux États-Unis, le 6 février 2001). C'était le deuxième single tiré de cet album, après Shape of My Heart.
La chanson a débuté à la 60e place du Hot 100 du magazine américain Billboard pour la semaine du 17 février 2001 et atteint la 52e place dans la semaine du 3 mars.
Au Royaume-Uni, la chanson a débuté à la 8e place du hit-parade des singles pour la semaine du 18 au 24 février 2001. Elle a également atteint le top 10 dans plusieurs autres pays, y compris les Pays-Bas, la Norvège, la Suède, l'Italie, l'Espagne et la Belgique francophone.